# Alexej Děngin
Alexej Děngin (rusky: Алексей Деньгин; * 10. dubna 1982 Kirov) je ruský horolezec a reprezentant v ledolezení, finalista závodů světového poháru v ledolezení na obtížnost.

## Výkony a ocenění
- 2011: pátý na mistrovství světa v ledolezení
- 2012: pátý na mistrovství Evropy v ledolezení
- 2017: čtvrtý v celkovém hodnocení světového poháru v ledolezení
- 2018: druhý v celkovém hodnocení světového poháru v ledolezení

### Závodní výsledky
| Mistrovství světa v ledolezení | Mistrovství světa v ledolezení | Mistrovství světa v ledolezení | Mistrovství světa v ledolezení | Mistrovství světa v ledolezení | Mistrovství světa v ledolezení | Mistrovství světa v ledolezení |
| Rok                            | 2009                           | 2011                           | 2013                           | 2015                           | 2017                           | 2019                           |
| ------------------------------ | ------------------------------ | ------------------------------ | ------------------------------ | ------------------------------ | ------------------------------ | ------------------------------ |
| Obtížnost                      | 18                             | 5                              | 12                             | 7                              | 5                              |                                |

| Světový pohár v ledolezení | Světový pohár v ledolezení | Světový pohár v ledolezení | Světový pohár v ledolezení | Světový pohár v ledolezení | Světový pohár v ledolezení | Světový pohár v ledolezení | Světový pohár v ledolezení | Světový pohár v ledolezení | Světový pohár v ledolezení | Světový pohár v ledolezení | Světový pohár v ledolezení | Světový pohár v ledolezení |
| Rok                        | 2008                       | 2009                       | 2010                       | 2011                       | 2012                       | 2013                       | 2014                       | 2015                       | 2016                       | 2017                       | 2018                       | 2019                       |
| -------------------------- | -------------------------- | -------------------------- | -------------------------- | -------------------------- | -------------------------- | -------------------------- | -------------------------- | -------------------------- | -------------------------- | -------------------------- | -------------------------- | -------------------------- |
| Obtížnost                  | 18                         | 5                          | 5                          | 6                          | 9                          | 17                         | 14-15                      | 6                          | 7                          | 4                          | 2                          | 10                         |
| jednotlivě* (4/3/0)        | 18, 10,-                   | 12-13, · 18,               | ,21-23, · 5,8              | 5,27-28, 5,4               | 17,5, 5,-,7                | 12,20, 9,-,-               | -,18, 11,-,7               | 18,7,, · 7,-,15            | 8,18, 6,7                  | ,7, · 9,7,6                | ,21, · ,,10                | 4,19,15, 12,18,5           |

* pozn.: napravo jsou poslední závody v roce
| Mistrovství Evropy v ledolezení | Mistrovství Evropy v ledolezení | Mistrovství Evropy v ledolezení | Mistrovství Evropy v ledolezení | Mistrovství Evropy v ledolezení |
| Rok                             | 2012                            | 2014                            | 2016                            | 2018                            |
| ------------------------------- | ------------------------------- | ------------------------------- | ------------------------------- | ------------------------------- |
| Obtížnost                       | 5                               | 6                               | 6                               | 6                               |